# Mojomati
Mojomati is een bestuurslaag in het regentschap Ponorogo van de provincie Oost-Java, Indonesië. Mojomati telt 928 inwoners (volkstelling 2010).